# Vltra (Oviedo)
Vltra fue una revista vanguardista publicada en Oviedo entre 1919 y 1920.

## Descripción
Su primer número apareció el 1 de noviembre de 1919. En la revista, dirigida por Augusto Guallart y vinculada al movimiento ultraísta, vieron la luz un total de cinco números, cesando el 1 de enero de 1920, en que dejó de publicarse.
Más adelante existió una revista publicada en Madrid, también ultraísta, que se publicó entre 1921 y 1922, con el mismo título (Vltra).